# El Forn (Sant Quirze Safaja)
El Forn és un paratge del terme municipal de Sant Quirze Safaja, a la comarca del Moianès.
Està situat al sector nord-oest del terme, a la dreta del torrent del Favar i a llevant del Camí de Puigcastellar. És al nord-oest de Pregona i de les Saleres.